# Palmlorikit
Palmlorikit (Vini palmarum) är en fågel i familjen östpapegojor inom ordningen papegojfåglar.

## Utseende och läte
Palmlorikiten är en 16 cm lång lysande grön papegoja. Fjäderdräkten är varierande, med en liten röd fläck på hakan, gul stjärtspets och något mörkare ovansida. Lätena består av mycket ljusa skrin, mer diskanta men mer dämpade än kokoslorikiten men ljudligare än astrilder av släktet Erythrura.

## Utbredning och systematik
Fågeln förekommer i Vanuatu, Dufföarna, Santa Cruzöarna och Banksöarna i sydvästra Stilla havet. Den behandlas som monotypisk, det vill säga att den inte delas in i några underarter.

### Släktestillhörighet
Palmlorikiten placeras traditionellt i Charmosyna, men genetiska studier visar att arterna i släktet inte står varandra närmast. Numera inkluderas den därför allt oftare i släktet Vini.

## Status
Palmlorikiten är bitvis sällsynt, har ett litet och fluktuerande utbredningsområde och en liten världspopulation bestående av uppskattningsvis endast 1 000–2 500 vuxna individer. Den tros också minska i antal till följd av habitatförlust. Den är därför upptagen på internationella naturvårdsunionen IUCN:s röda lista över hotade arter, kategoriserad som sårbar (VU).